# Martinair

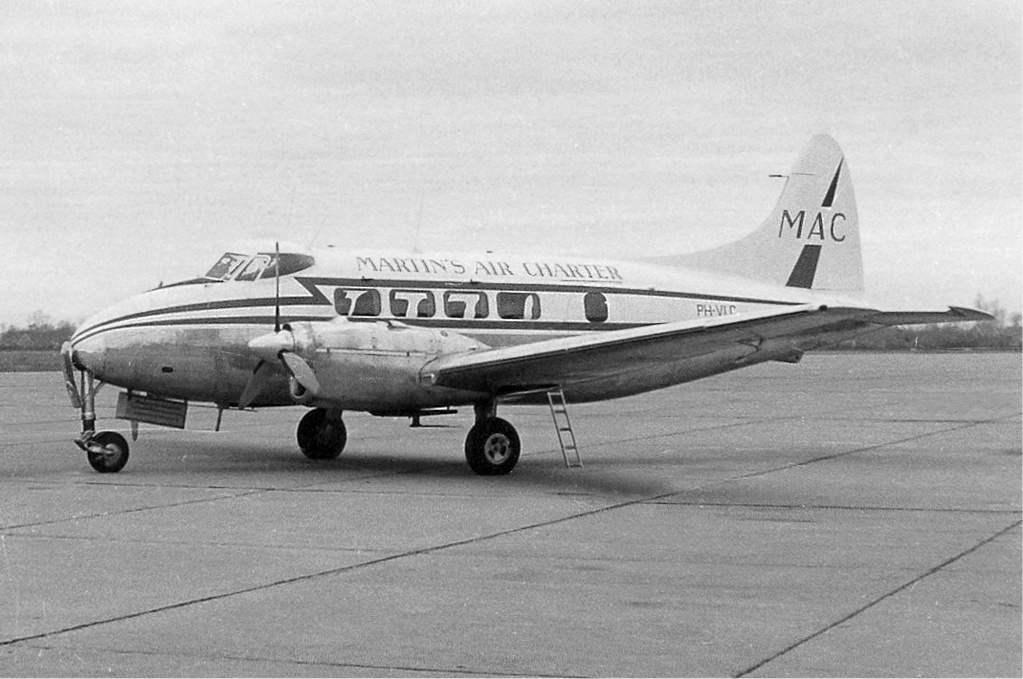
de Havilland Dove авіакомпанії martin's Air Charter в аеропорт Гронінген, початок 1960-х років

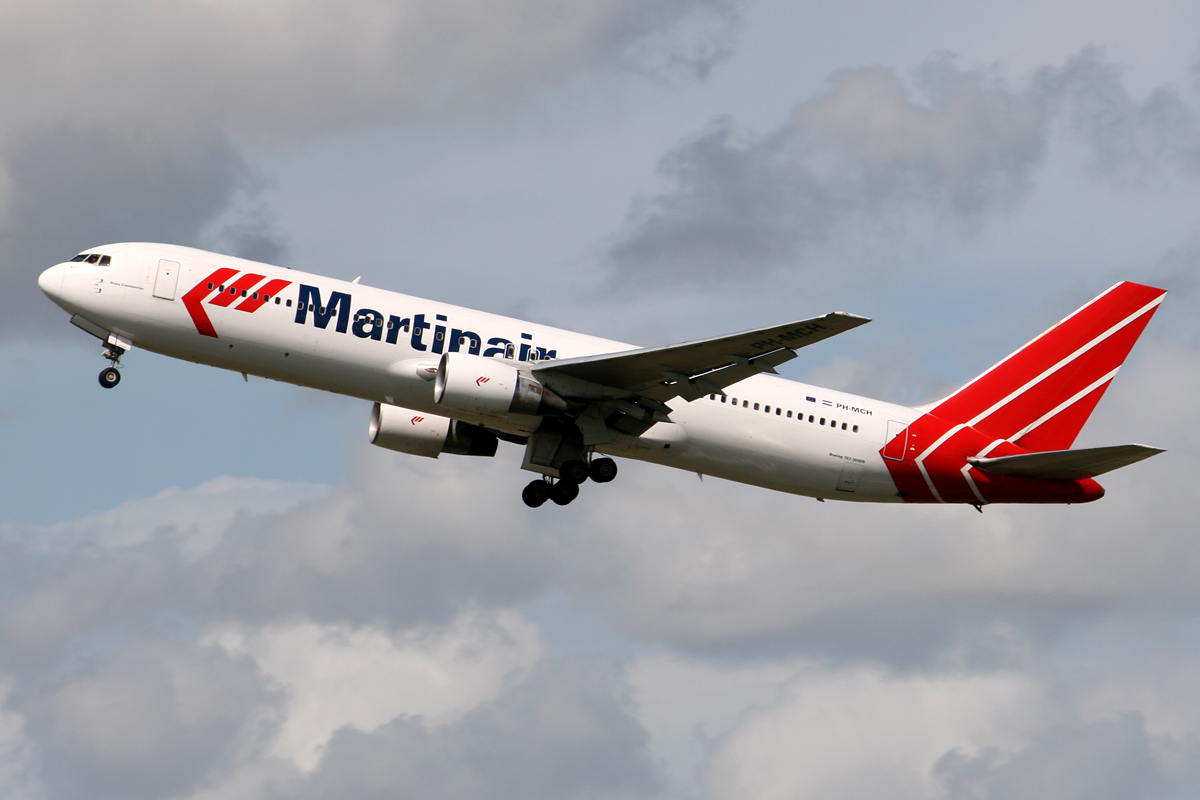
Boeing 767-300ER авіакомпанії Martinair на зльоті з амстердамського аеропорту Схіпхол, 2008 рік

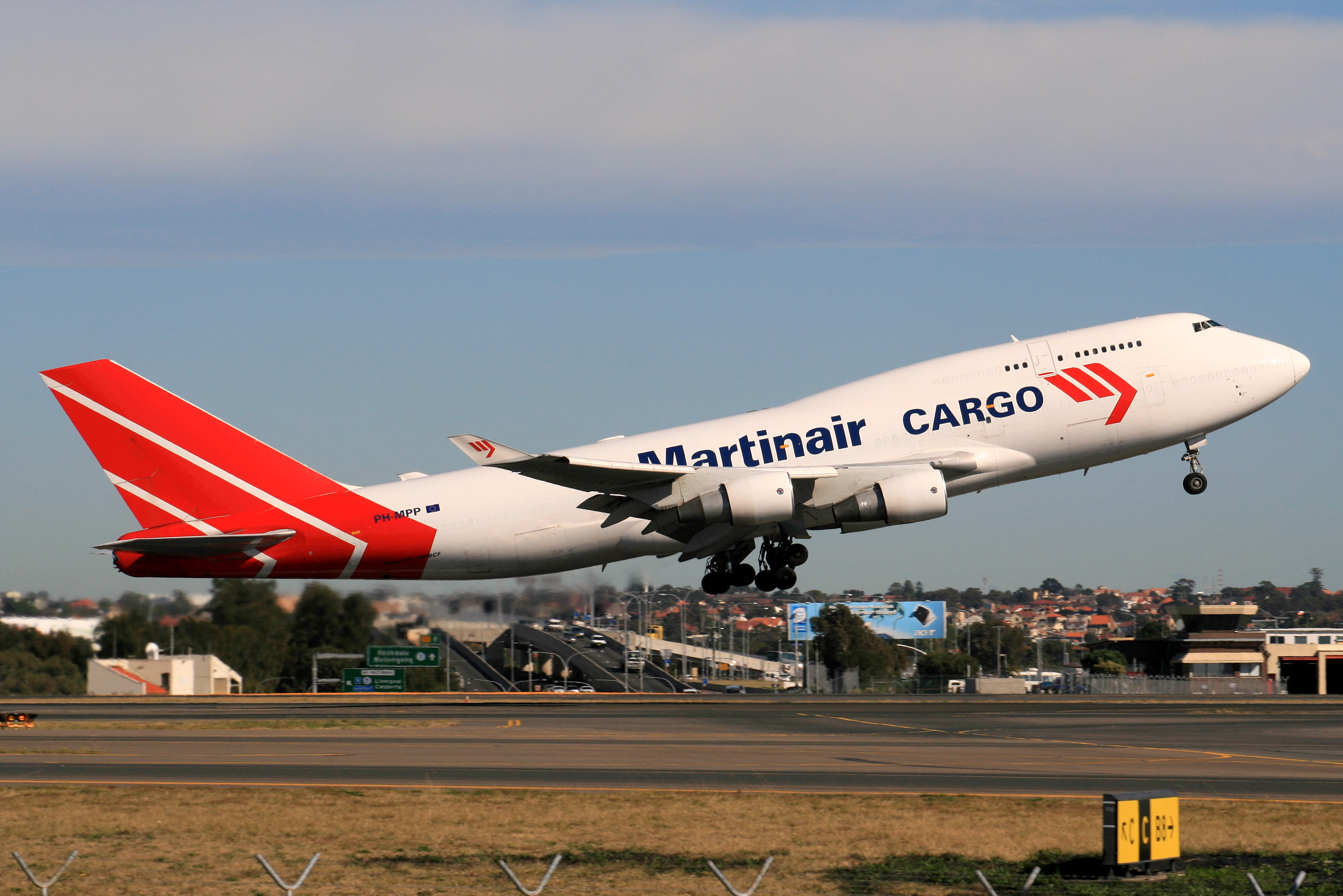
Boeing 747-400BCF авіакомпанії Martinair на зльоті з сіднейського аеропорту (Австралія)

Martinair Holland N. V., діюча як Martinair, — нідерландська авіакомпанія зі штаб-квартирою в Схіпхол (Харлеммермер), що працює в сфері вантажних перевезень між більш ніж п'ятдесятьма пунктами призначення у всьому світі. Належить авіаційному холдингу Air France-KLM.
Портом приписки авіакомпанії і її головним транзитним вузлом (хабом) є амстердамський аеропорт Схіпхол.

## Історія
Авіакомпанія Martin's Air Charter (MAC) була заснована 24 травня 1958 року підприємцями Мартіном Шредером і Джоном Блоком. Спочатку флот перевізника складався з одного літака de Havilland Dove, а в штаті компанії працювало п'ять осіб. У 1963 році Шредер продав 49% власності MAC рівними частками чотирьох акціонерів нідерландської судноплавної компанії Nedlloyd (12,25% кожного). Згодом флагманська авіакомпанія KLM Dutch Airlines викупила понад 50% власності перевізника, раніше належить Шредера. У 1966 році офіційна назва компанії було змінено на Martinair Holland, а в наступному році авіакомпанія відкрила рейси в Сполучені Штати. У 1971 році в повітряному флоті перевізника залишилися тільки реактивні літаки.
У 1991 році Martinair Holland отримала свій перший вантажний літак, в тому ж році з ліврей всіх лайнерів авіакомпанії було виключено слово «Holland». У 1996 році Martinair викупила 40% акцій колумбійського вантажного перевізника TAMPA Cargo, штаб-квартира якого знаходилась в Медельїні, а в 2003 році збільшила частку акцій до 58%. Вся власність TAMPA Cargo в лютому 2008 року була продана колумбійської флагманської авіакомпанії Avianca.
У 1998 році президент Martinair і її генеральний директор Мартін Шредер, який отримав у 1995 році престижну премію Tony Jannus Award, вийшов у відставку.
У тому ж році Єврокомісія відмовила авіакомпанії KLM Dutch Airlines в санкціонуванні придбання належних фірмі Nedlloyd акцій Martinair. У червні 2007 року керівництво компанії заявило про бажаному результаті ситуації передачі Martinair у власність однієї фірми, зробивши при цьому ставку на KLM, і в наступному році при повторному розгляді заявки Єврокомісія затвердила угоду з продажу акцій перевізника, що перебували у Nedlloyd, нідерландської авіакомпанії KLM Dutch Airlines. Угода була повністю закрита 31 грудня того ж року.
У листопаді 2007 року авіакомпанія припинила всі ближньомагістральні перевезення і зконцентрувала операційну діяльність на далекомагістральних вантажних маршрутах. У вересні 2010 року керівництво Martinair оголосило про завершення всіх пасажирських перевезень з листопада 2011 року, які будуть передані у ведення KLM Dutch Airlines.
У листопаді 2010 року Єврокомісія оштрафувала авіакомпанію Martinair на 29,5 мільйонів євро за результатами розслідування в області тарифної політики перевізника.
31 жовтня 2011 авіакомпанія здійснила свій останній пасажирський рейс і стала повністю вантажним перевізником. Всі пасажирські напрямки Martinair були передані KLM.

## Вантажні напрямки
Вантажний підрозділ «Martinair Cargo» працює, використовуючи переобладнаний в вантажний варіант літак Boeing 747-400BCF.

## Флот
У 2014 році було оголошено, що компанія протягом двох найближчих років виведе з експлуатації літаки MD 11. Останній вантажний MD 11 зробив фінальний політ і виведений з експлуатації 8 липня 2016 року, у зв'язку з чим повітряний флот авіакомпанії Martinair став складати лише один вантажний літак Boeing 747-400F. 
Станом на 9 липня 2016 року середній вік повітряних суден авіакомпанії Martinair становить 26,2 років.

## Авіаподії і нещасні випадки
- 4 грудня 1974 року, рейс 138 авіакомпанії Martinair Holland, літак Douglas DC-8 (реєстраційний номер PH-MHB). При виведенні на посадковий курс міжнародного аеропорту Коломбо (Шрі-Ланка), лайнер знизився нижче безпечної висоти і зіткнувся з горою. Загинула 191 людина — всі, хто знаходилися на борту літака.[7].
- 21 грудня 1992 року, рейс 495 Амстердам-Фару авіакомпанії Martinair Holland, літак McDonnell Douglas DC-10 (реєстраційний PH-MBN). При здійсненні посадки в португальському аеропорт Фару в умовах поганої погоди і екстремального бічного вітру лайнер потрапив в сильний зсув вітру, викликаний мікроскидом в атмосфері, зачепив крилом злітно-посадкову смугу і з'їхав з ВПП, що призвело до вибуху одного з паливних баків і невдовзі потім пожежі. З 340 осіб на борту лайнера загинуло 56 осіб[8]